# 奔向爱情
《奔向愛情》，為韓國JTBC於2020年12月16日起播出的水木連續劇，由《金科長》的李在勳導演與金銀淑助理出身的朴時玄編劇合作打造。本劇講述雖然使用同樣的韓語卻難以溝通的時代，生活在不同世界的人們用各自的語言溝通，並且相互以不同的速度向彼此靠近的浪漫愛情故事。
海外OTT由Netflix於2020年12月16日起每週三四獨家上線。

## 創意企劃
命中註定只向前衝的男人，奇善謙是短跑國家代表—我們生活在回頭看的瞬間就會失敗的跑步世界。慣性上需要回頭看的女人，吳薇朱是外語翻譯家—生活在無數次重複同樣場面的翻譯世界。
兩個人會用同樣的語言嗎？就當用同樣的語言吧，溝通得了嗎？我們現在在說韓語...對嗎？好像不對…那麼，這兩位的愛情究竟能否成功翻譯呢？
《Run On》是生活在不同世界的主角相遇，通過相互成長、或者打破束縛，影響彼此、互相愛護的故事。人們互相安慰的方式會不會很炙熱，還是反而有一點冷冰冰，是這個電視劇會問的。安慰一定要熱烈而溫暖嗎？愛情一定要熱烈嗎？我們應該如何傳達心意呢？

## 演員陣容

### 主要人物
| 演員   | 角色   | 介紹 |
| 任時完 | 奇善謙 | 只能一直向前跑才能看到自己的男人 國家代表隊，29歲，田徑界的王牌運動員。田徑本來是不受歡迎的比賽項目，但在善謙出現後，一直賣不出去的比賽門票被搶購一空，並得到了史無前例的廣告邀請。他有遺傳的帥氣臉龐和從容的姿態，其眼神與淡漠不是模仿就可以的。雖然擁有著這樣天生的一切，但他從沒渴望過什麼。他擁有三個外號：國會議員和頂級演員的兒子、高爾夫女皇的弟弟，但他不喜歡自己被賦予這樣的標籤。                                                                       |
| 申世景 | 吳薇朱 | 要到最後才能看見自己的女人 字幕翻譯師，29歲。當人們得知她是孤兒之後，總會感到抱歉，但薇朱從未因此而感到不快。在中學時第一次去的電影院裡，她感受到安全感，在熄燈的瞬間，不只是自己一個人是漆黑的。自那一天後，她第一次意識到與語文連接在一起的字幕，就這樣在電影中學到了世界，在字幕翻譯造詣達到讓人不爽的等級之後，她成為了字幕翻譯師。她認為故事裡的語文反而容易解釋，比在現實中人們之間分享的話還要多。她就像命運一樣與善謙相遇，並希望善謙的話中沒有悲傷的話。 |
| 崔秀英 | 徐丹雅 | 習慣性俯視的女人 Dan體育經紀公司代表、徐明集團常務，30歲。雖然是集團的唯一嫡女，但她是晚生女的緣故，在繼承人的序列中被擠了出去。雖然她貪得無厭，卻從不犯錯誤，也為了完美而生。事實上，她的慾望並不是貪心，她認為只有她出生的話，所有東西都是自己的，所以她只是想要找回而已。 |
| 姜泰伍 | 李映禾 | 不經意仰望的男人 美術系大學生，24歲。本來對任何事也會笑著面對，而他並不是天才學生，只是在大學裡屬平凡人。他很早以前就明白平凡是適當的，因此在快速瞭解這個理念後，才能輕鬆地完成每一件事。某日，一個奇怪的瞬間，一名叫徐丹雅的女子一下子就找到了他隱藏的畫作，因此對丹雅動心。但是，經常處於高位的丹雅就像被關在高塔裡的公主般，感覺無法接近她。 |

### 善謙周圍人物
| 演員   | 角色   | 介紹 |
| 朴英奎 | 奇政道 | 善謙的爸爸，連任四次的國會議員，運動員出身的政治人物。在年輕時，他與有「國民初戀」之稱的智宇交往，因而在當時以「國民小偷」聞名。成名後，他像等著成為政治人物，在選舉季節組建一個能讓市民認出自己的家庭，因此善謙的家成為櫥窗家庭完全是靠他的意志。 |
| 車和娟 | 陸智宇 | 善謙的媽媽，以前有「國民初戀」之稱的演員。雖然被稱為康城電影節的完美女王，但為了追求工作，她並不是一個優秀的媽媽。 |
| 柳亞伯 | 奇銀妃 | 善謙的姐姐，世界排名第一的職業高爾夫選手。她很同情自己的弟弟，想到善謙自己一個人待在大房子裏，心裏很難過。現在，她連第一名都厭倦了，想過要不要退役，但心愛的弟弟卻闖了禍。因此，作為姐姐只能再做他幾年的盾牌，繼續高爾夫生涯。                     |
| 李正河 | 金禹植 | 國家田徑隊的希望之星，自幼由奶奶養大，說話像個小大人般不符實際年齡。雖然他的手慢，但腳快，而田徑是沒有錢也能做的運動，所以選擇了田徑。他看了善謙的比賽後一見鍾情，以善謙為目標奔波而來，成為了國家代表。                                           |
| 朴成俊 | 權英日 | 國家田徑隊代表，韓國短跑新紀錄保持者，是韓國排名第一的短跑選手，性格自戀。雖然帶點妒忌性質，但他是唯一關心善謙的人，會為善謙的未來加油。 |

### 薇朱周圍人物
| 演員   | 角色   | 介紹 |
| 李鳳輦 | 朴枚伊 | 進口電影發行公司代表，與薇朱合夥共居的前輩，生性爽朗。她在翻譯大學首席入學和在翻譯研究生院學業後，雖然走上了所謂的精英路線，但認為電影好看也很有趣，因此拋開成名之路，轉向在電影翻譯上發展。 |

### 丹雅周圍人物
| 演員   | 角色   | 介紹 |
| 李煌義 | 徐明弼 | 徐明集團會長，丹雅的爸爸，比起經營公司更注重婚姻，是真正的愛情高手。在前妻祭日當天，他演奏古典吉他以表示哀悼。雖然他面對子女因他結過三次婚的怨聲和矛盾，但他並不太關心，認為全部都是他的寶貝和漂亮兒女。最終因病死亡。 |
| 李信基 | 徐明敏 | 徐明集團專務，丹雅的同父異母哥哥。因為他是男人，所以佔據了繼承人的位置，由於沒有能力，所以對丹雅一直有自卑感。 |
| 崔在炫 | 徐泰雄 | 男子組合AtoZ成員，丹雅的同父異母弟弟。由於先天心臟不好，從出生開始到幼年時全部在醫院度過。他在洛杉磯度過童年後回到韓國，但是迎接他的卻是徹底的漠不關心，至少丹雅並不喜歡他。因此，他一直做丹雅討厭的事情。             |
| 徐在熙 | 東慶   | Dan體育經紀公司董事兼經紀人，很早就領悟到自己選錯了丈夫，在百忙之中還要愛子女的媽媽。平日她是職業女性，週六是野外露營一族，週日則去下午禮拜。                                                                          |
| 延濟旭 | 鄭智賢 | 丹雅的祕書，作為泰雄的家庭教師，他與集團結下了不解之緣，因此被丹雅看中挖角。他盡最大努力做好自己分內的事，有時即使是不分內的事，也隨心所欲行事，是一個善良的男人。                                                     |

### 映禾周圍人物
| 演員   | 角色   | 介紹 |
| 金東英 | 高睿駿 | 映禾的朋友，東慶的兒子。從教會幼稚園部開始與映禾見面，這種緣分一直延續到了大學。                                                   |
| 金施恩 | 高睿璨 | 睿駿的妹妹，東慶的女兒。雖然是大家最愛的家中老幺，但是她擁有世上最忙碌的媽媽和世上最糟糕的哥哥，現在的願望是高中畢業後順利上大學。 |

### 特別出演
| 演員   | 角色             | 介紹                           | 出演集數 |
| 裴侑藍 | 韓錫元           | 電影導演、吳薇朱前男友。       | 1,16     |
| 金藝元 | 崔泰莉           | 和奇善謙傳誹聞的女演員。       | 1,3,16   |
| 金珉賞 | 劉代表           | 崔泰莉經紀公司代表。           | 1,3,16   |
| 徐正妍 | 房裴靜           | 奇善謙啟蒙教練。               | 6,7,16   |
| 金元海 |                  | 酒吧調酒師。                   | 8,16     |
| 金才禾 | 廉姜順（朱莉廉） | 暴躁不講理且無禮的電影製作人。 | 8,9,16   |
| 金宣虎 | 金相浩           | 電影導演。                     | 16       |

## 分集劇情
| 集數 | 導演   | 編劇   | 上線日期       | 長度   |
| --- | ------ | ------ | -------------- | ------ |
| 1 | 李在勳 | 朴時玄 | 2020年12月16日 | 67分鐘 |
| 倍受矚目的短跑國手奇善謙日復一日，某日他注意到了後輩金禹植不尋常的瘀傷；心直口快的吳薇朱不小心冒犯了教授，為了重獲青睞，她接下了一場口譯。                                     |        |        |                |        |
| 2 | 李在勳 | 朴時玄 | 2020年12月17日 | 71分鐘 |
| 薇朱與善謙第一次正式見面，薇朱解釋上次的誤會。善謙幫禹植出氣，卻被教練想掩蓋的作為惹得更加憤怒，之後與薇朱一起看電影和喝酒，兩人感情升溫。                                     |        |        |                |        |
| 3 | 李在勳 | 朴時玄 | 2020年12月23日 | 71分鐘 |
| 醉酒的善謙夜宿薇朱家一晚，卻在父母親的結婚紀念日聚會上與父親奇政道鬧得不歡而散。禹植遭霸凌一事召開了懲戒委員會，但委員們一致息事寧人的態度讓善謙怒火爆發。                     |        |        |                |        |
| 4 | 李在勳 | 朴時玄 | 2020年12月24日 | 70分鐘 |
| 善謙在濟州島向外國媒體自曝對隊友施暴一事，丹雅給禹植機會說出真相，薇朱則努力將採訪稿翻譯為韓文傳回國內。善謙正式揮別跑道，卻無意間知道了奇政道曾給薇朱一筆豐厚報酬的事。       |        |        |                |        |
| 5 | 李在勳 | 朴時玄 | 2020年12月30日 | 69分鐘 |
| 善謙被污名化後連資助都變得困難，映禾想賠償丹雅壞掉的手鍊卻被拒絕。善謙看到報導得知禹植想放棄跑步，難過的在雨中跑來薇朱家…                                                      |        |        |                |        |
| 6 | 李在勳 | 朴時玄 | 2020年12月31日 | 71分鐘 |
| 善謙退出體壇又面臨失業，接受薇朱的提議先住在她家散散心，並以教薇朱跑步為回報。丹雅欣賞映禾的繪畫，說服他賣給她一幅新畫作。                                                     |        |        |                |        |
| 7 | 李在勳 | 朴時玄 | 2021年1月6日   | 70分鐘 |
| 善謙與薇朱一起為種子選手們到鄉下請善謙昔日教練出山，正當兩人相處更加和睦時，善謙夜不歸宿，薇朱從擔心轉而生氣。                                                                 |        |        |                |        |
| 8 | 李在勳 | 朴時玄 | 2021年1月7日   | 69分鐘 |
| 在電影首映會上，映禾解開薇朱對善謙那晚的誤會；丹雅因自己複雜的家庭感到煩心，無意間走到咖啡廰看著映禾的畫作內心平靜了不少。接著換薇朱與枚伊出差，留善謙一人在家了…              |        |        |                |        |
| 9 | 李在勳 | 朴時玄 | 2021年1月13日  | 71分鐘 |
| 薇朱因異地出差水土不服而生病了，善謙急忙趕去照顧，兩人日益親近卻因善謙突然告知要搬離薇朱家而漸行漸遠。                                                                         |        |        |                |        |
| 10 | 李在勳 | 朴時玄 | 2021年1月14日  | 71分鐘 |
| 丹雅與映禾在學校展開激烈的爭執；善謙向薇朱告白，兩人開始交往。 |        |        |                |        |
| 11 | 李在勳 | 朴時玄 | 2021年1月20日  | 70分鐘 |
| 善謙找到禹植並協助他重回跑道；丹雅重新與映禾擬定合約，也終於了解自己為何會欣賞映禾的畫作。                                                                                     |        |        |                |        |
| 12 | 李在勳 | 朴時玄 | 2021年1月21日  | 69分鐘 |
| 丹雅坦承自己的心意、允許自己在映禾的懷抱中綻放笑顏；奇政道不滿善謙總是違抗他的意思，因而遷怒於薇朱。                                                                           |        |        |                |        |
| 13 | 李在勳 | 朴時玄 | 2021年1月27日  | 70分鐘 |
| 薇朱有意分手傷了善謙的心，在映禾為丹雅籌劃的生日派對上，兩人再度見面，派對卻在混亂中收場。                                                                                     |        |        |                |        |
| 14 | 李在勳 | 朴時玄 | 2021年1月28日  | 71分鐘 |
| 薇朱與善謙重修舊好，兩人度過甜蜜的一晚；丹雅思念映禾，拉著薇朱跑去映禾的濱海老家。薇朱跑了她人生的第一場馬拉松，在始終沒放棄之際看到在終點等著她的善謙…                        |        |        |                |        |
| 15 | 李在勳 | 朴時玄 | 2021年2月3日   | 65分鐘 |
| 善謙、薇朱、映禾、丹雅四人舉辦了一場烤肉聚會，之後善謙正式去經紀公司應徵。映禾的畫作終於完成，大肆對丹雅呼喊著他的愛，丹雅卻在此時接到一通電話…                                |        |        |                |        |
| 16 | 李在勳 | 朴時玄 | 2021年2月4日   | 70分鐘 |
| 丹雅決定先專注於人生目標，而國外一名導演注意到了薇朱的作品，善謙則正式成為運動經紀人。丹雅在自己真正的生日當天再次見到映禾，善謙對薇朱說出「我愛妳」，眾人再度聚首為未來乾杯。 |        |        |                |        |

## 原聲帶
- Part.1（發行日期：2020年12月16日）

| 曲序 | 曲目                | 演唱 | 时长 |
| ---- | ------------------- | ---- | ---- |
| 1.   | Run to you          | LUCY | 3:18 |
| 2.   | Run to you（Inst.） |      | 3:18 |

- Part.2（發行日期：2020年12月23日）

| 曲序 | 曲目                 | 演唱                             | 时长 |
| ---- | -------------------- | -------------------------------- | ---- |
| 1.   | Ride Or Die          | Kei（Lovelyz）& 周憲（MONSTA X） | 3:30 |
| 2.   | Ride Or Die（Inst.） |                                  | 3:30 |

- Part.3（發行日期：2020年12月24日）

| 曲序 | 曲目               | 演唱            | 时长 |
| ---- | ------------------ | --------------- | ---- |
| 1.   | Blue Bird          | 頌樂（MAMAMOO） | 4:46 |
| 2.   | Blue Bird（Inst.） |                 | 4:46 |

- Part.4（發行日期：2020年12月30日）

| 曲序 | 曲目              | 演唱   | 时长 |
| ---- | ----------------- | ------ | ---- |
| 1.   | My Light          | 白智榮 | 3:44 |
| 2.   | My Light（Inst.） |        | 3:44 |

- Part.5（發行日期：2020年12月31日）

| 曲序 | 曲目                          | 演唱           | 时长 |
| ---- | ----------------------------- | -------------- | ---- |
| 1.   | 希望會是你（너였으면 좋겠어） | 薛皓升（SURL） | 3:28 |
| 2.   | 希望會是你（Inst.）           |                | 3:28 |

- Part.6（發行日期：2021年1月6日）

| 曲序 | 曲目           | 演唱 | 时长 |
| ---- | -------------- | ---- | ---- |
| 1.   | Sorry          | 2F   | 3:39 |
| 2.   | Sorry（Inst.） |      | 3:39 |

- Part.7（發行日期：2021年1月7日）

| 曲序 | 曲目                 | 演唱                        | 时长 |
| ---- | -------------------- | --------------------------- | ---- |
| 1.   | 優先順序（우선순위） | NEW、賢在、善旴（THE BOYZ） | 3:57 |
| 2.   | 優先順序（Inst.）    |                             | 3:57 |

- Part.8（發行日期：2021年1月14日）

| 曲序 | 曲目                        | 演唱   | 时长 |
| ---- | --------------------------- | ------ | ---- |
| 1.   | 你在哪裡呢（그대는 어디에） | 金娜英 | 3:23 |
| 2.   | 你在哪裡呢（Inst.）         |        | 3:23 |

- Part.9（發行日期：2021年1月16日）

| 曲序 | 曲目               | 演唱   | 时长 |
| ---- | ------------------ | ------ | ---- |
| 1.   | Starlight          | 鄭孝彬 | 3:04 |
| 2.   | Starlight（Inst.） |        | 3:04 |

- Part.10（發行日期：2021年1月20日）

| 曲序 | 曲目             | 演唱            | 时长 |
| ---- | ---------------- | --------------- | ---- |
| 1.   | Falling          | Yuju（GFRIEND） | 3:52 |
| 2.   | Falling（Inst.） |                 | 3:52 |

- Part.11（發行日期：2021年1月21日）

| 曲序 | 曲目               | 演唱     | 时长 |
| ---- | ------------------ | -------- | ---- |
| 1.   | 輕輕地（살랑살랑） | Cherry B | 3:07 |
| 2.   | 輕輕地（Inst.）    |          | 3:07 |

- Part.12（發行日期：2021年1月27日）

| 曲序 | 曲目                   | 演唱   | 时长 |
| ---- | ---------------------- | ------ | ---- |
| 1.   | 我和你（나 그리고 너） | 任時完 | 3:53 |
| 2.   | 我和你（Inst.）        |        | 3:53 |

## 收視率
| 集數 | 播出日期   | AGB收視率        | AGB收視率      |
| 集數 | 播出日期   | 大韓民國（全國） | 首爾（首都圈） |
| ---- | ---------- | ---------------- | -------------- |
| 1    | 2020/12/16 | 2.145%           |                |
| 2    | 2020/12/17 | 2.664%           |                |
| 3    | 2020/12/23 | 2.806%           |                |
| 4    | 2020/12/24 | 3.025%           |                |
| 5    | 2020/12/30 | 2.794%           |                |
| 6    | 2020/12/31 | 2.695%           |                |
| 7    | 2021/01/06 | 2.753%           |                |
| 8    | 2021/01/07 | 3.772%           |                |
| 9    | 2021/01/13 | 3.109%           | 3.337%         |
| 10   | 2021/01/14 | 3.081%           | 3.306%         |
| 11   | 2021/01/20 | 3.143%           | 3.239%         |
| 12   | 2021/01/21 | 3.405%           | 3.748%         |
| 13   | 2021/01/27 | 2.716%           |                |
| 14   | 2021/01/28 | 3.145%           | 3.675%         |
| 15   | 2021/02/03 | 3.102%           | 3.581%         |
| 16   | 2021/02/04 | 3.623%           | 4.246%         |

## 韓國話題性排行
| 日期      | 佔有率 | 排名 |
| --------- | ------ | ---- |
| 12月第3週 | 5.63%  | 5    |
| 12月第4週 | 4.76%  | 5    |
| 12月第5週 | 4.86%  | 4    |
| 1月第1週  | 5.95%  | 5    |
| 1月第2週  | 10.03% | 4    |
| 1月第3週  | 10.77% | 4    |
| 1月第4週  | 10.72% | 4    |
| 2月第1週  | 14.66% | 3    |

| 日期      | 排名   | 排名   |
| 日期      | 任時完 | 申世景 |
| --------- | ------ | ------ |
| 12月第3週 | -      | 9      |
| 12月第4週 | -      | -      |
| 12月第5週 | -      | 10     |
| 1月第1週  | -      | -      |
| 1月第2週  | 8      | 9      |
| 1月第3週  | -      | 8      |
| 1月第4週  | 7      | 6      |
| 2月第1週  | 7      | 8      |

## 外部連結
- 韓國JTBC官方網站
- Daum上《奔向爱情》的資料
- NAVER上《奔向爱情》的資料

| JTBC 水木劇                             | JTBC 水木劇                                   | JTBC 水木劇 |
| --------------------------------------- | --------------------------------------------- | ----------- |
|                                         | 奔向愛情 （2020年12月16日—2021年2月4日）      |             |
| 私生活 （2020年10月7日—2020年11月26日） | 西西弗斯：神话 （2021年2月17日—2021年4月8日） |             |